# Prinz (Magazin)
Prinz (Eigenschreibweise: PRINZ) ist eine Kombination aus Lifestyle- und Stadtmagazin. Informationen und Empfehlungen zur regionalen Kultur- und Freizeitszene sind eingebettet in ein überregionales Themenumfeld. Das Magazin erschien im Dezember 2012 zum letzten Mal als gedruckte Ausgabe, seither ist es nur noch im Internet abrufbar. Als Grund gab der Verlag den tiefgreifenden Medienwandel an. Lediglich der Ableger „Prinz Top Guide“ wird noch in einer gedruckten Ausgabe produziert. Zwischenzeitlich wurde die Ausgabe auf eine App umgestellt (Die PRINZ TopGuide App).

## Ursprung/Geschichte
1978 wurde das Stadtmagazin unter dem Namen Guckloch von den Brüdern Ede und Werner Marcinowski in Herne gegründet. Später kamen Trixi Berg und als Chefredakteur Jo Wüllner dazu. Jahrelang lieferten sich Guckloch und Marabo anschließend einen Wettbewerb, wer die besten Geschichten im Heft hat. Dann wurde Guckloch in Prinz umbenannt, und die Redaktion zog nach Bochum. 1989 erwarb der Jahreszeiten Verlag die Mehrheit der Anteile. Bundesweit wurden monatlich mehr als 40.000 Veranstaltungstermine recherchiert und als bewertete Empfehlungen der Prinz-Redaktion veröffentlicht. Prinz erschien in 13 Metropolregionen: Düsseldorf, Hamburg, München, Frankfurt am Main, Stuttgart, Köln, Bremen, Hannover, Berlin, Dresden, Leipzig, Nürnberg und dem Ruhrgebiet. Die Ausgaben für Mannheim und das Rhein-Neckar-Dreieck wurden nach wenigen Heften wieder eingestellt. Von Mitte bis Ende der 1990er Jahre erreichte das Magazin seine größte Beliebtheit. Die verbreitete Auflage betrug im vierten Quartal 2008 laut IVW 211.781 Exemplare. 2008 übernahm Nicole Zepter die nationale Redaktionsleitung und führte eine tiefgreifende Änderung im journalistischen Ansatz und Gesamtkonzept des Titels durch. Trotz großer Resonanz in Fachkreisen war der Erfolg beim Leser nicht so groß, wie man erhofft hatte, worauf sie bereits 2009 den Prinz wieder verließ. Seitdem führte Peter Schmidt-Feneberg die Redaktion kommissarisch. 2011 übernahm Jörg Schumacher den Posten des Chefredakteurs, führte das Prinzip des „Nutzwert-Journalismus“ ein und brachte den Prinz im Pocketformat mit beigelegten Gutscheinen heraus. Das Konzept scheiterte und führte zu einem rasanten Einbruch der Kioskverkäufe und schließlich zur Einstellung des Print-Titels.

## Mediadaten
Das Magazin steht in Konkurrenz zu den jeweiligen Stadtmagazinen. So erreichte es in Hannover im 2. Quartal 1996 eine Verkaufsauflage von rund 13.000 Stück, während der Wettbewerber Schädelspalter (Hannover) einen Rückgang der Auflage zu verzeichnen hatte, aber mit 19.000 noch Marktführer im Segment blieb.
Prinz behandelt Themen, die eine Zielgruppe im Alter von 25 bis 45 Jahren bevorzugt ansprechen. Durch die unterschiedlichen Rubriken im Heft wie Lifestyle und Mode, Auto und Technik, Film, Musik, Reise, Sport, Clubs und Partys, Kultur, Theater und Gastronomie sollten alle Interessen der Leserschaft abgedeckt werden. Außerdem enthält Prinz einen auf die jeweilige Region abgestimmten Veranstaltungskalender.
Seit Herbst 2007 ist Prinz mit einer umgestalteten Homepage im Internet vertreten – seit Dezember 2012 ist dies die alleinige Erscheinungsform. Die Datenbank mit Events und Locations für die 13 wichtigsten Metropolregionen in Deutschland wurde zunächst weiter angeboten. Prinz Club bietet die Möglichkeit, sich mit Gleichgesinnten auszutauschen und zu verabreden sowie Veranstaltungen und Locations zu bewerten bzw. Kommentare zu schreiben. 2013 wurde das Portal prinz.de einem kompletten Relaunch unterzogen und konzentriert sich seitdem auf die Stadt Hamburg.
Seit dem Jahr 2018 ist die zum Jahreszeiten Verlag gehörende Urbanite Location Based Media GmbH für den Online-Auftritt verantwortlich und liefert Informationen in den Städten Berlin, Dresden, Düsseldorf, Frankfurt, Hamburg, Hannover, Köln, Leipzig, München und Stuttgart. Im Jahr 2020 kamen die Städte Bremen, Erfurt, Kiel, Magdeburg, Mainz, Potsdam, Rostock und Saarbrücken dazu.